# أل هودج
أل هودج (بالإنجليزية: Al Hodge) هو ممثل أمريكي، ولد في 18 أبريل 1912، وتوفي في 19 مارس 1979.

## وصلات خارجية
- أل هودج على موقع IMDb (الإنجليزية)
- أل هودج على موقع ميوزك برينز (الإنجليزية)
- أل هودج على موقع ديسكوغز (الإنجليزية)
- أل هودج على موقع قاعدة بيانات الفيلم (الإنجليزية)